# Lenzfried
Lenzfried (ⓘ) ist ein Ortsteil der Stadt Kempten. Das Pfarrdorf Lenzfried liegt östlich des Stadtkerns zwischen der Iller und der Autobahn A7. Rund 800 Meter weiter östlich und jenseits der Autobahn liegt der Ortsteil Leupolz. Mit einer Bevölkerung von 2117 zum Stand der letzten Volkszählung am 25. Mai 1987 ist Lenzfried nach dem Stadtteil Sankt Mang die zweitgrößte Bevölkerungskonzentration der früheren Gemeinde Sankt Mang, die am 1. Juli 1972 nach Kempten eingemeindet wurde.
Zum Stand der Volkszählung am 25. Mai 1987 hatte Lenzfried 2117 Einwohner in 389 Gebäuden mit Wohnraum bzw. 887 Wohnungen. Müllers großes deutsches Ortsbuch (35. Ausgabe 2012) gibt 1688 Einwohner an, allerdings ohne Zeitbezug.
Nach der Häuserstatistik um 1800 hatten die damals 25 Anwesen von Leupolz, darunter als größte Anwesen das „Schloß-Gut“, ein Bauerngut, das „Wirts-Gut“ und das „Mühl-Gut“, zusammengenommen eine Fläche von 394,52 Tagewerk oder 134,42 Hektar.

## Geschichte
Der Ort wird erstmals 1330/35 erwähnt. 1461 wurde das Franziskanerkloster St. Bernhardin gegründet. Die Einweihung der Klosterkirche erfolgte 1466. Als die Franziskaner 1548 das Kloster aufgaben, übernahmen im gleichen Jahr die aus dem Kemptener St.-Anna-Kloster vertriebenen Franziskanerinnen die Anlage. 1642 wurde die Klosterkirche zusätzlich zur Pfarrkirche erhoben. 1649 konnten die Franziskanerinnen, die bisher im alten Franziskanerkloster lebten, in ihr neues Kloster St. Anna einziehen. 1803/05 erfolgte die Säkularisation und damit das Ende der beiden Klöster.
Das Dorf Lenzfried gehörte zur gleichnamigen Hauptmannschaft Lenzfried im Pflegamt Sulzberg und Wolkenberg (kleinere Landvogtei) und war ab 1642 Hauptort dieses Pflegamts des Fürststifts Kempten, nachdem der vormalige Sitz Burg Wolkenberg als Vogtei aufgegeben worden war.
1811 wurde dieses Gebiet der aus Stiftsstadt und Reichsstadt vereinigten Stadt Kempten zugeschlagen. Mit dem Gemeindeedikt von 1818 wurde aus dem Gebiet der früheren Hauptmannschaft Lenzfried sowie einer weiteren Hauptmannschaft Leubas die neue Gemeinde Sankt Mang gebildet, die 1972 nach Kempten eingemeindet wurde. Bis 1912 war Lenzfried Sitz der Gemeinde Sankt Mang, bis dieser nach Neudorf verlegt wurde.
Nach einem Ortsverzeichnis von 1840 hatte das Dorf 16 Häuser mit 138 „Seelen“. 1952 wurde in Lenzfried die Konrad-Adenauer-Volksschule eröffnet, die bis heute Bestand hat.
Bei der Volkszählung 1961 wurden 845 Einwohner dokumentiert. 1970 waren es bereits 1688, im Jahr 1987 wurden 2117 gezählt.

## Sehenswürdigkeiten
- Franziskanerkloster St. Bernhardin mit ehemaliger Kloster- und heutiger Pfarrkirche St. Magnus
- Franziskanerinnenkloster St. Anna
- Kriegerdenkmal auf dem Franziskanerplatz
- Schloss Lenzfried

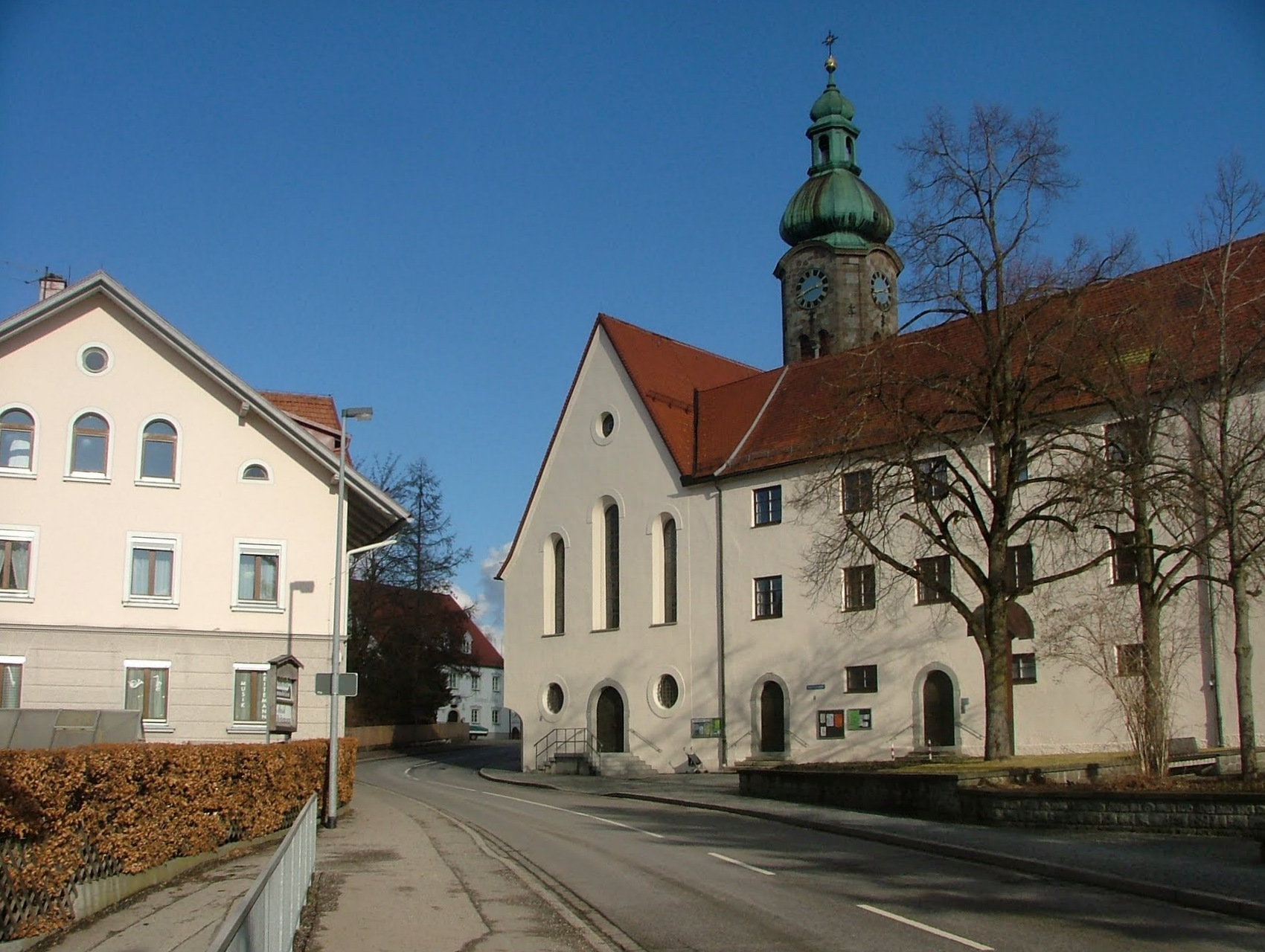
Franziskanerkloster St. Bernhardin
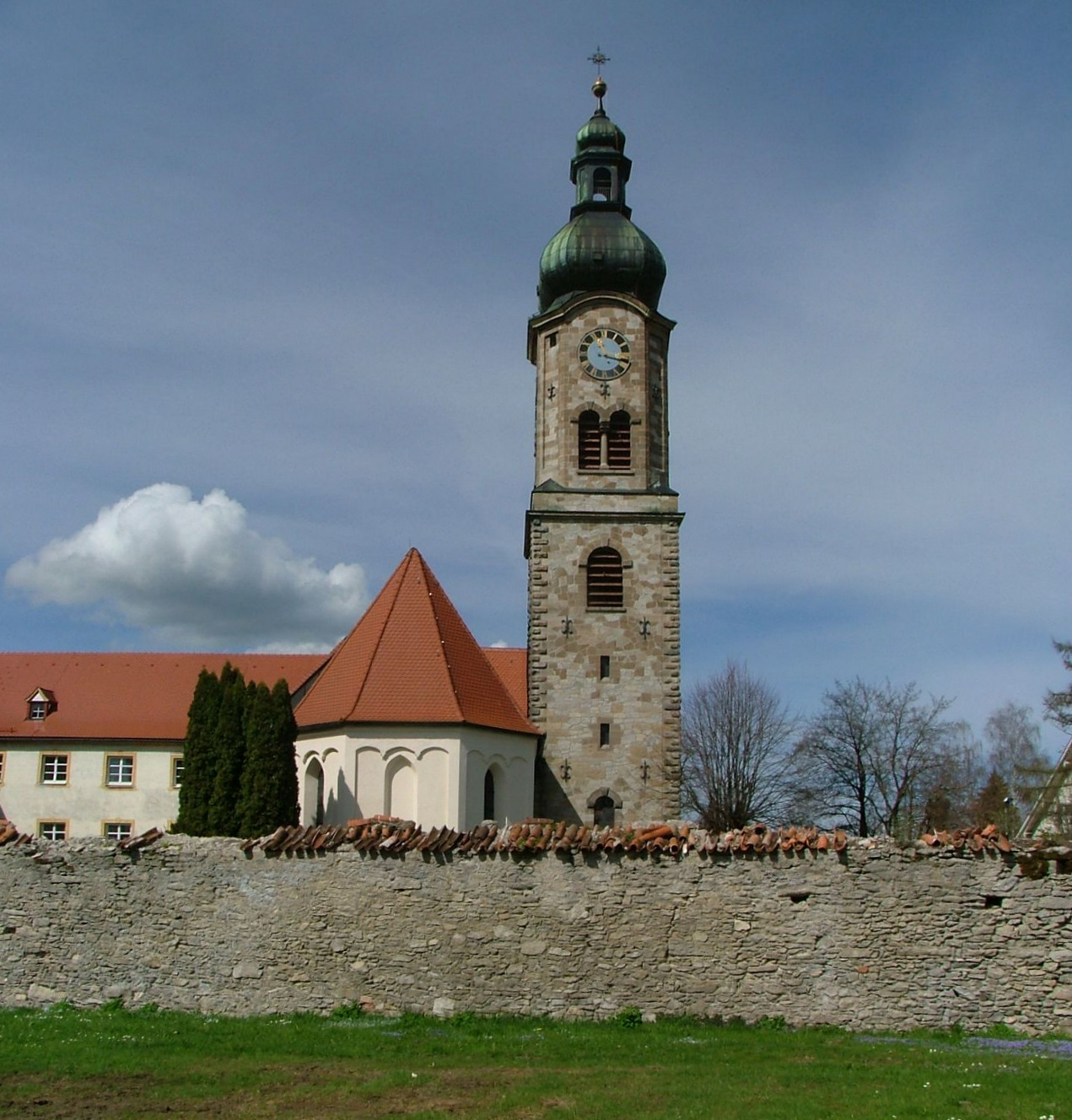
Kloster St. Bernhardin und Kirche St. Magnus
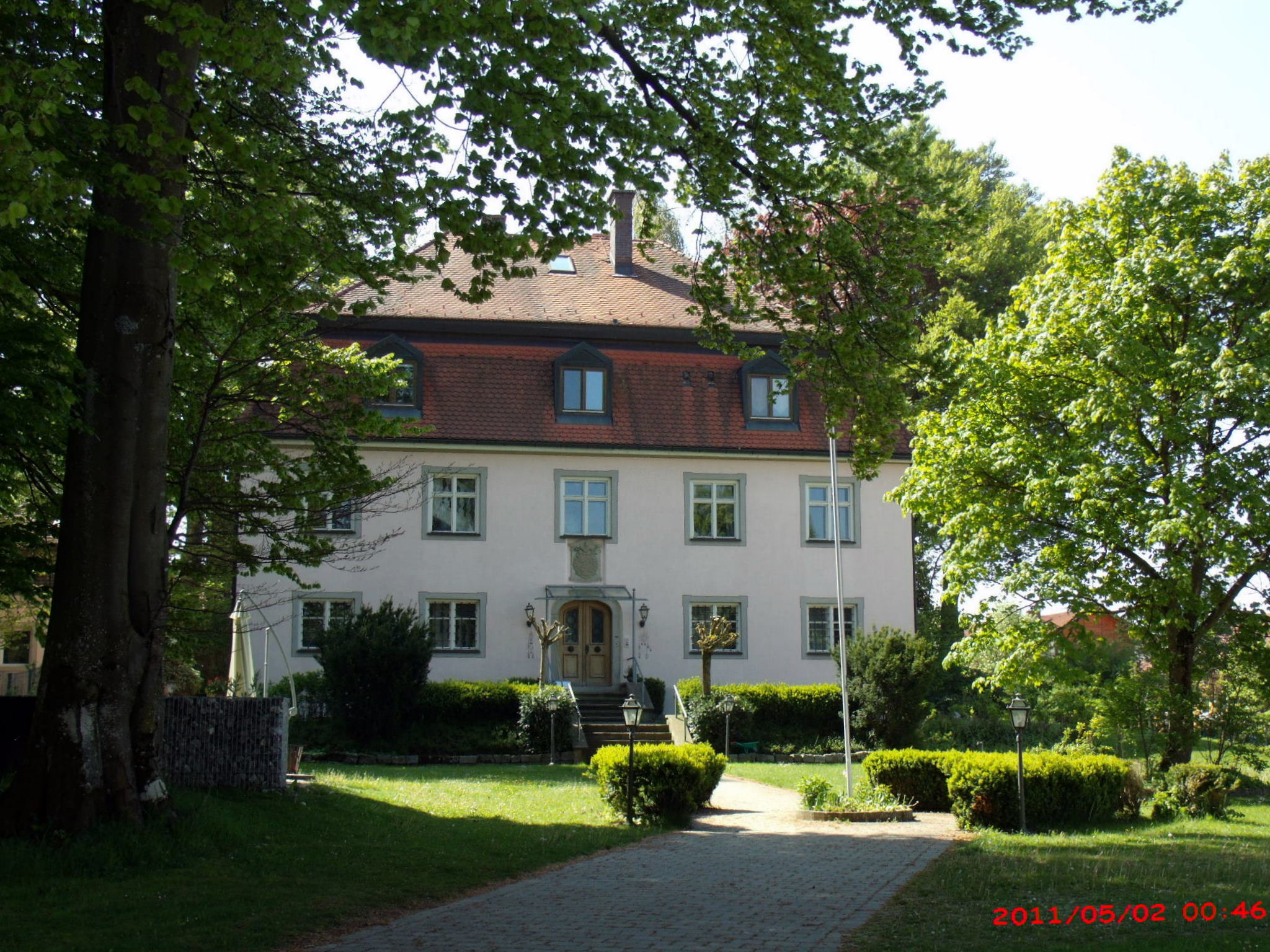
Schloss Lenzfried
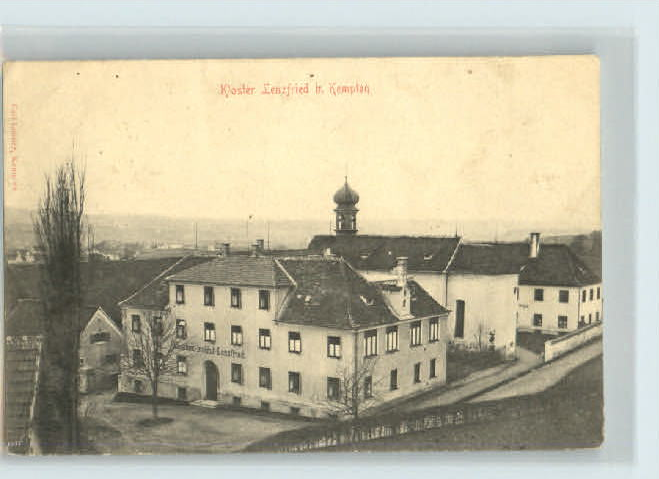
Franziskanerinnenkloster St. Anna
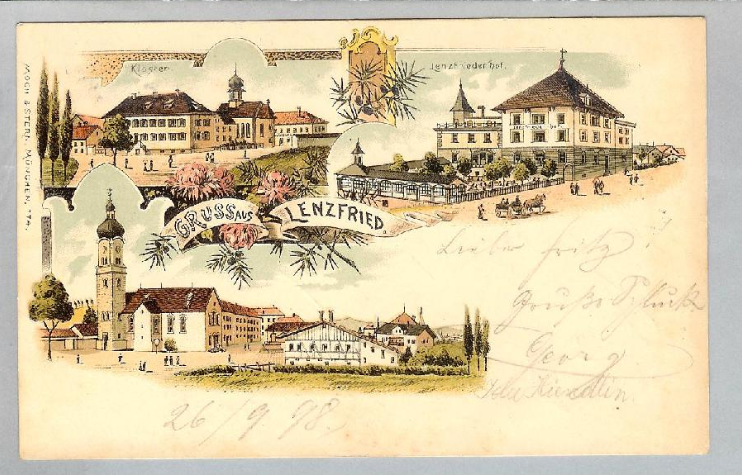
Ansichtskarte von Lenzfried mit beiden Klöstern, 1898
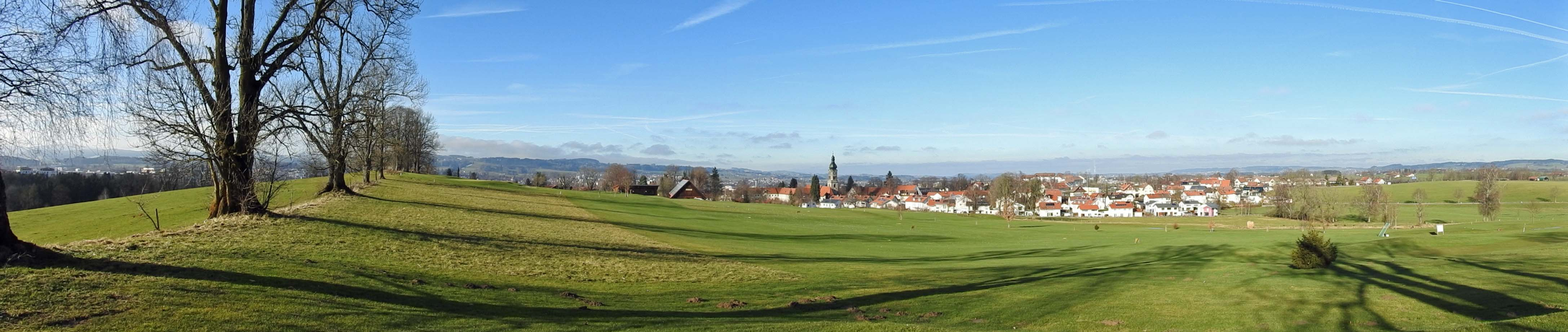
Lenzfried von Südosten